# Diecéze Árd Carna
Diecéze Árd Carna je titulární diecéze římskokatolické církve.

## Historie
Svatý Beaidh je jediný známý biskup (zemřel v roce 523), sídlil v klášteře v Ardcarne.
Před dvanáctým stoletím bylo biskupství potlačeno a jeho území bylo začleněno do diecéze Elphin.
Dnes je Árd Carna využívána jako titulární biskupské sídlo; současným biskupem je Johannes Bündgens, pomocný biskup Cách.

## Seznam biskupů
- Sv. Beaidh (? – 523)

## Seznam titulárních biskupů
- 1970 – 1973 Francis John Doyle, M.S.C.
- 1973 – 1978 Edward Bede Clancy
- 1981 – 2004 Thomas Kevin O’Brien
- od 2006 Johannes Bündgens